# Мартин скельний
Мартин скельний (Larus michahellis) — вид мартинів з роду Larus. Поширений у Середземноморському регіоні.

## Опис

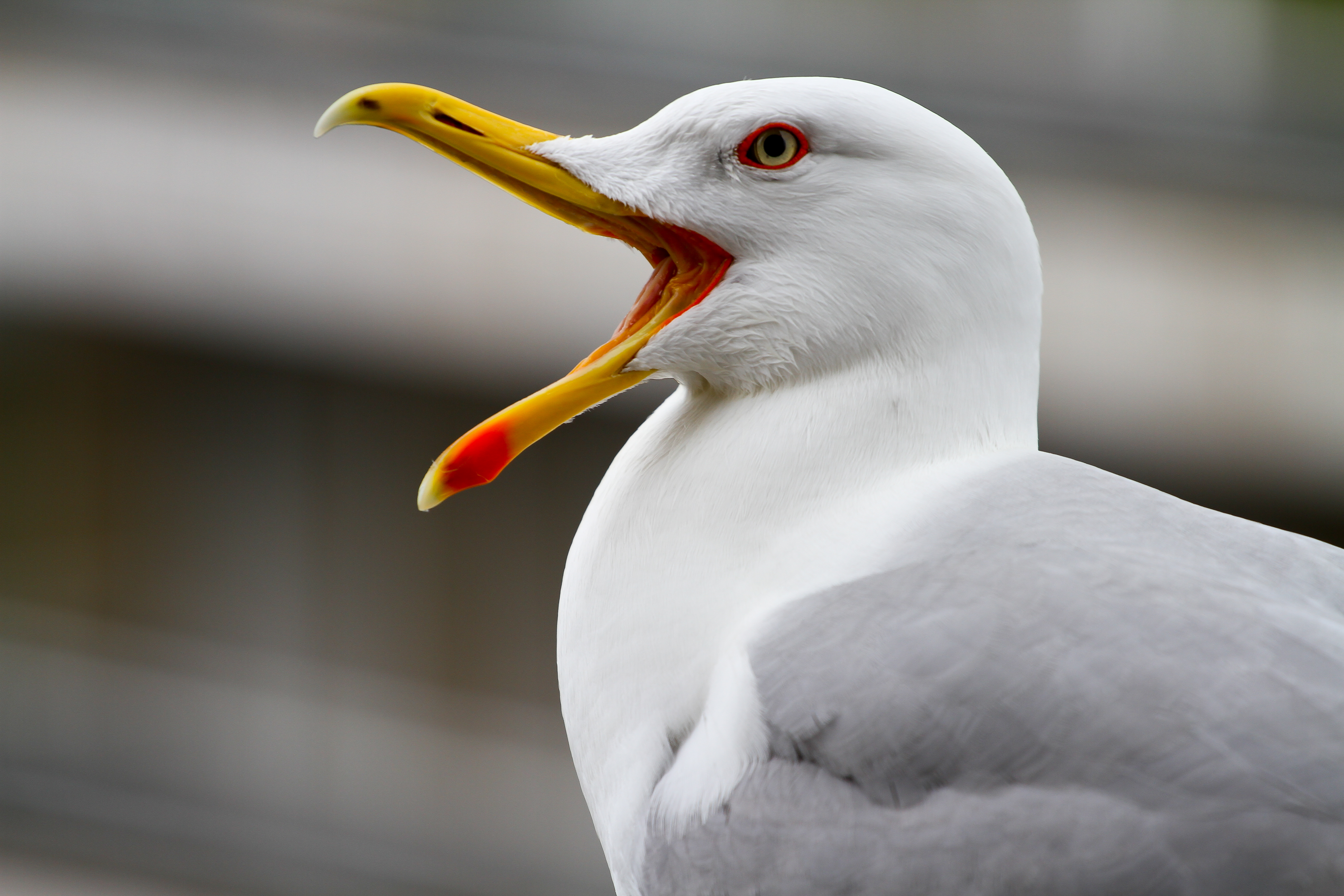

Мартин скельний довжиною 52-58 см, розмах крил становить 120—140 см. Статевий диморфізм відсутній. У дорослих птахів у шлюбному вбранні голова чисто біла, як і шия, потилиця, вся нижня сторона та хвіст. Дзьоб та райдужини жовтого, а навколоочне кільце червоного кольору. Ноги жовті. Верхня частина тіла світло-сіра.
Молоді птахи мають сіро-буре оперення. Пір'я верхньої частини тіла темно-коричневе зі світлими кромками. Крила чорно-коричневі. Гузка та основа хвоста білі. Груди та бічні сторони вкриті бурими плямами, черево та підхвість білі. Дзьоб чорний, ноги тілесного кольору, райдужини темні.

## Розповсюдження
Мартин скельний поширена від Макаронезії на схід до узбережжя Піренейського півострова та Біскайської затоки. Ареал виду охоплює узбережжя Середземного моря до Адріатики і на південь до Тунісу, Пелагських островів і Мальти, Егейське море, Крит і Кіпр і простягається вздовж Дарданелл, Мармурового моря і Босфору до Чорного моря, де вид зустрічається в західній частині, вгору по течії Дунаю а також на південно-східному узбережжі. Є невеликі гніздові популяції в Мавританії, Лівії, Ізраїлі та Єгипті. Також на півночі Західної та Центральної Європи є розсіяні колонії або окремі гніздування, наприклад у Швейцарії, південній Німеччині, Австрії, Польщі, Словаччині, Нідерландах та Великій Британії.

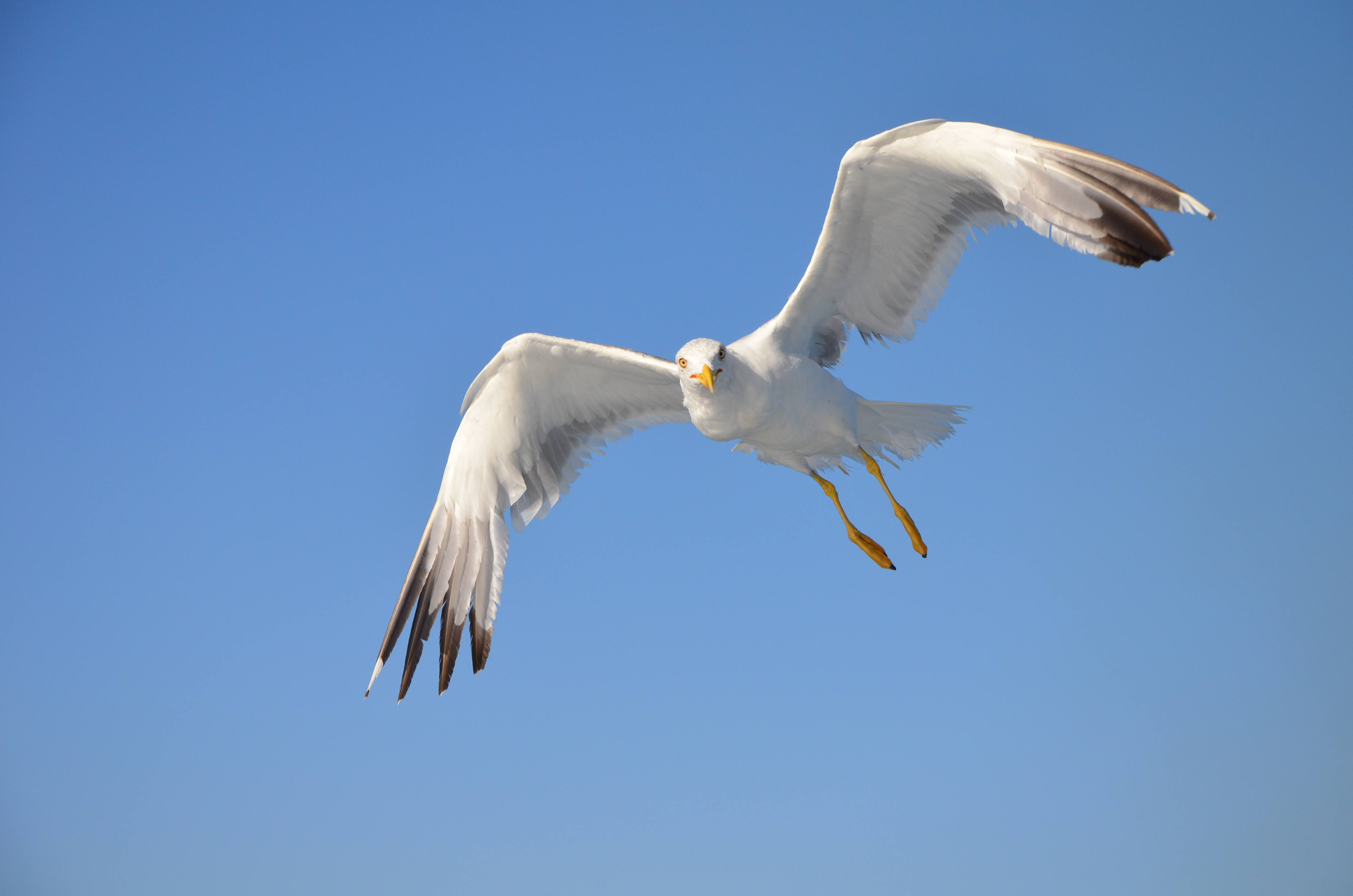
Мартин скельний у польоті

Мартин гніздиться на скелястому узбережжі або на скелястих і піщаних островах неподалік узбережжя, а також на островах з наносним ґрунтом або високою рослинністю, в лагунах, на соляних ставках та естуаріях. Іноді вид гніздиться на дахах будівель, розташованих біля узбережжя сіл, міст та портів, наприклад, у Стамбулі та Болгарії.
Поза періодом гніздування чайка мешкає переважно на узбережжі, де вона шукає харчування у відкритому морі чи рибальських гаванях чи пляжах. У глибині материка вона ведеться, головним чином, уздовж річок, а також на сільськогосподарських угіддях, біля водоймищ і на звалищах сміття.

### В Україні
Мартин скельний гніздиться на чорноморському узбережжі Криму. У 2023 році бродяжного птаха спостерігали у Чорнобильському біосферному заповіднику, куди він залетів з Балтійського регіону. 

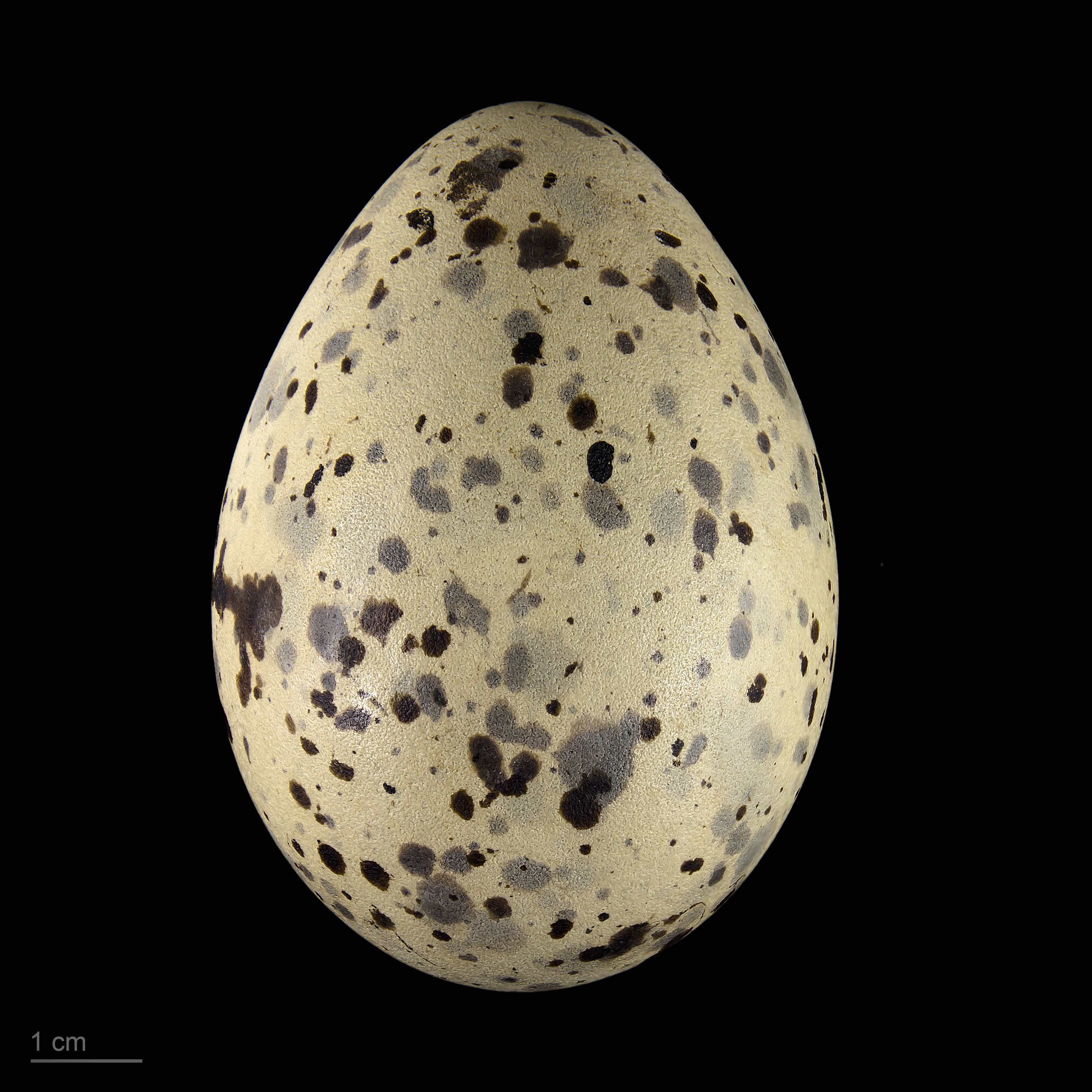
яйце Larus michahellis atlantis — Тулузький музей

## Харчування
Спектр харчування так само різноманітний, як, наприклад, у мартина сріблястого. Більшу частину харчування складають риби та каракатиці, меншу — молюски та ракоподібні. Крім того, наземні тварини від равликів до дрібних ссавців, а також зерно, маслини, інжир, тощо також мають значення.